# Tirumullaivāsal
Tirumullaivāsal är en ort i Indien.   Den ligger i distriktet Nagapattinam och delstaten Tamil Nadu, i den södra delen av landet, 2 000 km söder om huvudstaden New Delhi. Tirumullaivāsal ligger 9 meter över havet och antalet invånare är 13 234.
Terrängen runt Tirumullaivāsal är mycket platt. Havet är nära Tirumullaivāsal österut.  Närmaste större samhälle är Sīrkāzhi, 11,1 km väster om Tirumullaivāsal. Trakten runt Tirumullaivāsal består till största delen av jordbruksmark.